# Irazú

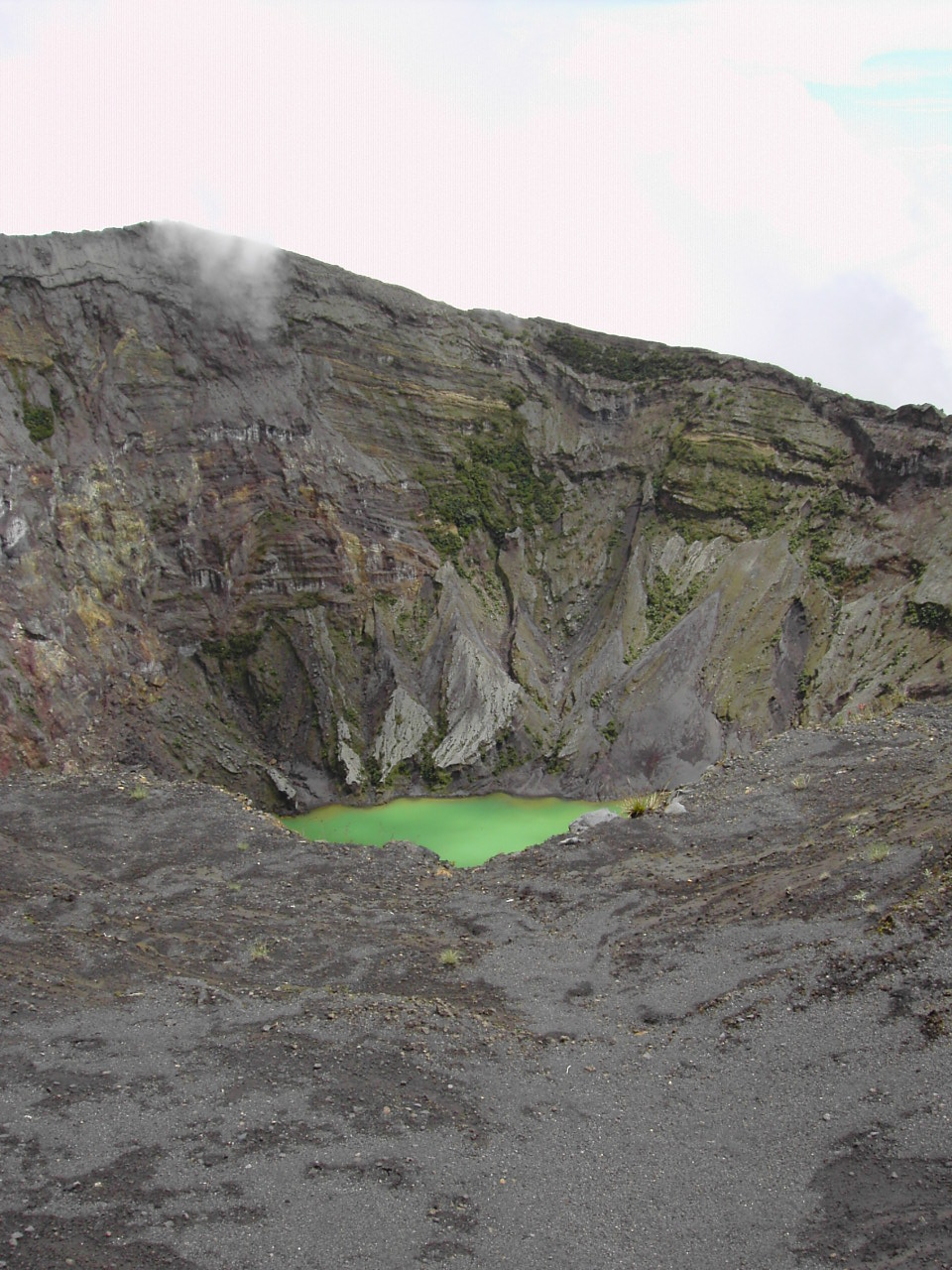
De krater van Irazú met een kratermeer.

De Volcán Irazú is een thans slapende vulkaan in Costa Rica. De vulkaan is 3432 m hoog.
De laatste uitbarsting vond plaats in 1963. De grootste gevolgen waren toen voor de hoofdstad San José, maar ook voor andere omliggende steden bleef de uitbarsting niet zonder gevolgen. In Cartago werd het westelijke gedeelte van de stad - Los Diques - geheel van de kaart geveegd door de neerkomende modderstromen, veroorzaakt door de rotsblokken en as die in de rivieren terechtkwamen.
In 1994 vond een freatomagmatische uitbarsting plaats die as kilometers de lucht inschoot en de wijde omtrek ermee bedekte.
De vulkaan ligt in het Nationaal Park Vulkaan Irazú (Parque Nacional Volcán Irazú), 2300 hectare groot.